# Trechona excursora
Espèce
Trechona excursora est une espèce d'araignées mygalomorphes de la famille des Dipluridae.

## Distribution
Cette espèce est endémique du Minas Gerais au Brésil,. Elle se rencontre vers Alto Caparaó et Simonésia.

## Description
Les mâles mesurent de 22,0 à 25,0 mm.
La femelle décrite par Wermelinger-Moreira, Pedroso, Castanheira et Baptista en 2024 mesure 31,7 mm, les femelles mesurent de 27,38 à 31,7 mm.

## Systématique et taxinomie
Cette espèce a été décrite par Pedroso, de Miranda et Baptista en 2019.

## Publication originale
- Pedroso, de Miranda & Baptista, 2019 : « Further advancements in the taxonomy of Trechona spiders (Araneae: Dipluridae): two new species, redescription of Trechona uniformis Mello‐Leitão, 1935, additions to descriptions of Trechona rufa Vellard, 1924 and Trechona venosa (Latreille, 1832) and key to the species. » Austral Entomology, vol. 58, no 1, p. 204-219.